# Rafael Sanus Abad
Rafael Sanus Abad (29 de agosto de 1931 - 13 de maio de 2010) foi um religioso espanhol, a bispo católico romano titular de Germaniciana e bispo auxiliar da Arquidiocese Católica Romana de Valência, Espanha.